# Oligofag
Oligofag je žival, ki se prehranjuje samo z nekaj vrst hrane. Oligofag je koloradski hrošč, ki se prehranjuje s krompirjem. Med oligofage uvrščamo hmeljevega bolhača. Njegova gostiteljska hrana je hmelj in konoplja. Ličinka koruznega hrošča se uvršča med oligofage živali. Živi v tleh in išče hrano v krogu premera enega metra.